# Haemaphysalis rugosa
Haemaphysalis rugosa este o specie de căpușe din genul Haemaphysalis, familia Ixodidae, descrisă de Santos Dias în anul 1956. Conform Catalogue of Life specia Haemaphysalis rugosa nu are subspecii cunoscute.